# Área de proteção ambiental do Litoral Sul

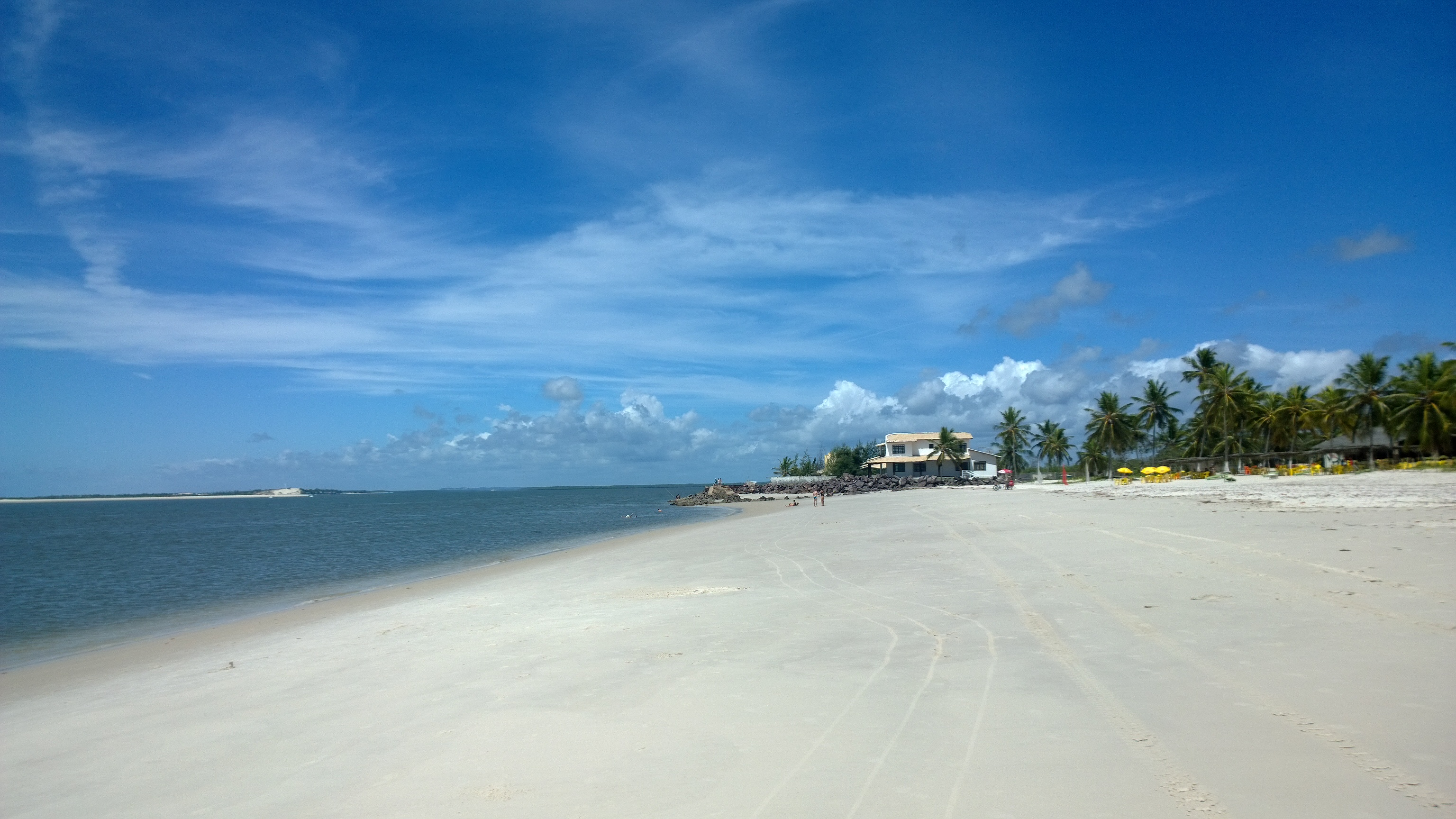
Praia do Saco

A Área de proteção ambiental do Litoral Sul é uma Área de Proteção Ambiental de aproximadamente 54.200 hectares criada a partir de um decreto do dia 22 de janeiro de 1993 localizada no sul do estado de Sergipe, entre os municípios de Estância, Indiaroba, Itaporanga d'Ajuda e Santa Luzia do Itanhy. Nesta área estão inseridas praias de grande valor turístico para a região, como a praia da Caueira, a do Saco e a do Abaís. É de gestão da Adema (Administração Estadual do Meio Ambiente)

## Ligações Externas
Portal:Ciência
Portal:Biologia
Wikipédia:Projetos/Ciência
Wikipédia:Projetos/Biologia